# John Mercer (scientifique)
Ne doit pas être confondu avec Johnny Mercer.
John Mercer (né le 21 février 1791 à Great Harwood dans le Lancashire ; mort le 30 novembre 1866 à Oakenshaw (en), actuellement un quartier de Clayton-le-Moors, dans le Lancashire), est l'inventeur du procédé de mercerisation pour l'industrie textile.

## Biographie
John Mercer est le fils de Robert Mercer, fileur puis tisserand, et de Betty Clayton. Dès l'âge de neuf ans, il travaillait déjà pour son père. Il ne fréquenta jamais l'école, un voisin lui apprit à lire et à écrire et un fonctionnaire lui apprit les mathématiques. Il se forma lui-même à la chimie.

## Travaux scientifiques
John Mercer étudia en particulier les couleurs des tissus. Il inventa de nombreux colorants. Il fut également l'un des premiers à réussir à imprimer des photographies sur du tissu.
En 1844, il inventa le procédé qui porte son nom (mercerisation) qu'il breveta au Royaume-Uni et aux États-Unis.

## Distinctions et récompenses
- Membre de la Royal Society
- Membre de la Chemical Society
- Membre de la Philosophical Society
- Juré de la Great Exhibition

## Sources
- (de) Cet article est partiellement ou en totalité issu de l’article de Wikipédia en allemand intitulé « John Mercer (Chemiker) » (voir la liste des auteurs).
- Notices d'autorité :   - VIAF
  - ISNI
  - LCCN
  - GND
  - Italie
  - WorldCat